# Mesoprionus
Mesoprionus es un género de escarabajos longicornios de la tribu Prionini.

## Especies
- Mesoprionus abaii Holzschuh, 2007
- Mesoprionus angustatus (Jakovlev, 1887)
- Mesoprionus asiaticus (Faldermann, 1837)
- Mesoprionus besikanus (Fairmaire, 1855)
- Mesoprionus consimilis (Holzschuh, 1981)
- Mesoprionus lefebvrei (Marseul, 1856)
- Mesoprionus persicus (Redtenbacher, 1850)
- Mesoprionus petrovitzi (Holzschuh, 1981)
- Mesoprionus tangerianus (Sláma, 1996)
- Mesoprionus zarudnii (Semenov, 1933)